# Willy Krause
Pour les articles homonymes, voir Krause.
Willy Johann Friedrich Krause (né le 4 août 1901 à Bielefeld, mort en février 1990 à Baden-Baden) est un acteur allemand.

## Carrière
Willy Krause joue des rôles importants dans des films d'auteur jusque dans les années 1960 (La Fin d'Hitler (1955), C'est arrivé le 20 juillet (1955), Liebling der Götter (1960), tous les trois dans le rôle de Joseph Goebbels).
Dans les années 1970, il tourne principalement dans des films d'exploitation érotiques, la série Laß-jucken, sous le rôle de Grand-père Wagner.

## Filmographie
- 1938 : Die Umwege des schönen Karl
- 1954 : Die Osterhasen von Kuckuckshöh (TV)
- 1954 : Die Beförderung (TV)
- 1954 : Das Stacheltier - Abseits (court métrage)
- 1955 : La Fin d'Hitler
- 1955 : C'est arrivé le 20 juillet
- 1956 : Gianni Schicchi (TV)
- 1956 : Trapèze
- 1956 : Der letzte der Mohikaner (TV)
- 1957 : Das Stacheltier - Endstation Kanal (court métrage)
- 1958 : Messeabenteuer 1999 (TV)
- 1958 : Die Heirat (TV)
- 1958 : Hexen von Paris (TV)
- 1958 : Das Stacheltier - Der Lebenslauf (court métrage)
- 1960 : Liebling der Götter
- 1960 : Blaulicht (série télévisée, 2 épisodes)
- 1963 : Bei uns zu Haus (série télévisée, 1 épisode)
- 1963 : Alle meine Tiere (série télévisée, 2 Episoden)
- 1965 : Herr Kayser und die Nachtigall (TV)
- 1965 : Gewagtes Spiel (série télévisée, 1 épisode)
- 1966 : Der Forellenhof (série télévisée, 1 épisode)
- 1967 : Der Tag, an dem die Kinder verschwanden (TV)
- 1968 : Gold für Montevasall (TV)
- 1969 : Die Kramer (série télévisée, 1 épisode)
- 1969 : Saids Schicksale (TV)
- 1969 : Sie schreiben mit (série télévisée, 1 épisode)
- 1970 : Il vaut mieux coucher avec une sirène que de dormir la fenêtre ouverte
- 1971 : Komm in die Wanne, Schätzchen
- 1971 : Recht oder Unrecht (série télévisée, 1 épisode)
- 1971 : Zu dumm zum
- 1972 : Happy End oder Wie ein kleines Heilsarmeemädchen Chicagos größte Verbrecher in die Arme der Gesellschaft zurückführte (TV)
- 1972 : Les Dragueuses
- 1973 : Les Minettes font la queue
- 1973 : Diamantenparty (TV)
- 1974 : Tiens ta bougie droite (de)
- 1974 : Laß jucken, Kumpel 3. Teil - Maloche, Bier und Bett (de)
- 1974 : Der kleine Dicke mit dem großen Langen
- 1975 : Eurogang (série télévisée, 1 épisode)
- 1976 : Die Unternehmungen des Herrn Hans (série télévisée, 2 épisodes)
- 1978 : Magere Zeiten (série télévisée, 4 épisodes)